# US F2000 National Championship
Le USF2000 Championship Presented by Continental Tire, plus connu sous le nom de USF2000 Championship, est une formule de promotion de monoplace aux États-Unis. C'est un dérivé américain de la Formule Ford « F2000 ». Depuis 2022, ce championnat est réglementé par l' United States Auto Club et exploité par Andersen Promotions. Il est le second échelon du Road to Indy, un programme de formules de promotions, permettant aux jeunes pilotes d'accéder plus facilement à l'IndyCar Series grâce à un système permettant aux champions de recevoir des bourses.

## Histoire
Ce championnat est le quatrième rang du programme Road to Indy. L'intégration de cette formule à ce programme renforce l'objectif de cette formule qui est d'aider les jeunes pilotes à éclore au plus haut niveau. Dan Wheldon, champion en 1999, en est le meilleur exemple, car depuis, il est devenu champion IndyCar Series et double vainqueur des 500 Miles d'Indianapolis.
Même si ce championnat a, à la fin de son appellation « National Championship », ce championnat n'en reste pas moins, depuis 2010 et l'intégration au Road to Indy, ouvert à tous les pays. En effet, depuis le retour du championnat en 2010, les champions pilotes sont de nationalité différente (États-Unis, Finlande, Australie, Canada, France, Danemark et Brésil).
Le championnat rassemble beaucoup de sponsors, dont Cooper Tire & Rubber Company et Mazda, qui sont les sponsors-titres de la série. La série est gérée par l'Indy Racing League LLC et appartient à Andersen Promotions, de Dan Andersen, ancien chef d'écurie automobile.

## Palmarès

### Liste des champions année par année[3]
| Saison                        | Champion pilote     | Division B            | Couronne ovale     | Triple couronne des États de l'Est | Triple couronne des États de l'Ouest |
| ----------------------------- | ------------------- | --------------------- | ------------------ | ---------------------------------- | ------------------------------------ |
| 1990                          | Vince Puleo         | Paul McKee            |                    |                                    |                                      |
| 1991                          | Craig Taylor        | Danny Ragland         |                    |                                    |                                      |
| 1992                          | Chris Simmons       | Victor Calderone      |                    |                                    |                                      |
| 1993                          | Chris Simmons       | Rick Brunner          |                    |                                    |                                      |
| 1994                          | Clay Collier        | Jeff Beck             |                    |                                    |                                      |
| 1995                          | Jeret Schroeder     | Jon Groom             |                    |                                    |                                      |
| 1996                          | Steve Knapp         | Jon Groom             | Allen May          | Steve Knapp                        | Jason Bright (en)                    |
| 1997                          | Zak Morioka         |                       | Zak Morioka        |                                    |                                      |
| 1998                          | David Besnard       |                       | David Besnard      |                                    |                                      |
| 1999                          | Dan Wheldon         |                       |                    |                                    |                                      |
| 2000                          | Aaron Justus        | Tom Dyer              |                    |                                    |                                      |
| 2001                          | Jason Lapoint       | Scott Rubenzer        |                    |                                    |                                      |
| 2002                          | Bryan Sellers       | Kip Meeks             |                    |                                    |                                      |
| 2003                          | Jonathan Bomarito   | Chris Dona            |                    |                                    |                                      |
| 2004                          | Bobby Wilson        | Greg Pizzo            |                    |                                    |                                      |
| 2005                          | Jay Howard          |                       |                    |                                    |                                      |
| 2006                          | J. R. Hildebrand    |                       |                    |                                    |                                      |
| 2007–2009: pas de championnat |                     |                       |                    |                                    |                                      |
| Saison                        | Champion pilote     | Champion équipes      | Classe des Nations | Winterfest                         | Winterfest Classe des Nations        |
| 2010                          | Sage Karam          | Andretti Autosport    | Ardie Greenameyer  |                                    |                                      |
| 2011                          | Petri Suvanto       | Andretti Autosport    | Luca Forgeois      | Zach Veach                         |                                      |
| 2012                          | Matthew Brabham     | Cape Motorsports      | Henrik Furuseth    | Spencer Pigot                      | James Dayson                         |
| 2013                          | Scott Hargrove      | Cape Motorsports      | Scott Rettich      | Neil Alberico                      | James Dayson                         |
| 2014                          | Florian Latorre     | Cape Motorsports      |                    | R. C. Enerson                      |                                      |
| 2015                          | Nicolas Jamin       | Cape Motorsports      |                    | Nicolas Jamin                      |                                      |
| 2016                          | Anthony Martin      | Cape Motorsports      |                    |                                    |                                      |
| 2017                          | Oliver Askew        | Pabst Racing Services |                    |                                    |                                      |
| 2018                          | Kyle Kirkwood       | Pabst Racing Services |                    |                                    |                                      |
| 2019                          | Braden Eves         | Pabst Racing Services |                    |                                    |                                      |
| 2020                          | Christian Rasmussen | Cape Motorsports      |                    |                                    |                                      |
| 2021                          | Kiko Porto          | DEForce Racing        |                    |                                    |                                      |
| 2022                          | Michael d'Orlando   | Pabst Racing          |                    |                                    |                                      |